# Raymond Coulthard
Raymond Coulthard (* 1968 in Chester, Cheshire, England) ist ein britischer Schauspieler.

## Leben
Raymond Coulthard wurde in Chester geboren. Sein erster Film war Die Muppets Weihnachtsgeschichte im Jahr 1992, in dem er einen Geizhals spielte. Anschließend spielte er 1995 in der britischen Dramaserie Castles in 22 von 24 Folgen den Stephen Quin. In dem Fernsehfilm Emma, mit Kate Beckinsale als Emma Woodhouse in der Hauptrolle, mimte er den Frank Churchill in einer Nebenrolle. Als Rupert sah man Coulthard in der Kriegsromanze Der englische Patient mit Ralph Fiennes, Willem Dafoe, Colin Firth und Juliette Binoche vor der Kamera. Im Jahr der Jahrhundertwende verkörperte Coulthard in dem deutsch-kanadischen Drama Eisenstein die Rolle des Grisha. In der langlebigen BBC-Arztserie Casualty, verkörperte er von 2003 bis 2010 die wiederkehrende Rolle des Matt Strong in sieben Folgen.
2004 verkörperte Coulthard den Ehemann von Agatha Christie (dargestellt durch Olivia Williams, Bonnie Wright und Anna Massey) in dem britischen Fernsehfilm Agatha Christie – Mein Leben in Bildern. Im selben Jahr hatte er einen Gastauftritt in der Serie Inspector Barnaby in der Folge The Maid in Splendour. In der Komödie Ein Trauzeuge zum Verlieben, in der Seth Green, Amy Smart und Stuart Townsend die Hauptrollen spielten, erhielt er eine Nebenrolle. In der von 2006 bis 2009 ausgestrahlten Dramedy-Serie Hotel Babylon spielte Coulthard in 31 von 32 Folgen die Hauptrolle. In dem Fernsehfilm Der Mord an Prinzessin Diana erhielt Coulthard die Nebenrolle des Anthony, der sich mit dem Unfalltod von Prinzessin Diana beschäftigt. Dabei ist er ein Gegenspieler der US-amerikanischen Journalistin (Jennifer Morrison) und des Polizisten (Grégori Derangère). Im Jahr 2010 hatte er einen Gastauftritt in der BBC-Krimiserie New Tricks – Die Krimispezialisten.
Im Jahr 2002 spielte Coulthard die Rollen Nicholas Stankevich, George Herwegh und Nicholas Chernyshevskyer in dem Theaterstück The Coast of Utopia am Royal National Theatre in London. Das Theaterstück wurde bei bisher zehn Nominierungen mit sieben Tony Awards ausgezeichnet und stammt aus der Feder von Tom Stoppard.
Coulthard ist mit der Musical- und Theaterschauspielerin Jenna Russell liiert, die 2008 für einen Tony Award nominiert wurde.

## Filmografie (Auswahl)
- 1992: Die Muppets Weihnachtsgeschichte (The Muppet Christmas Carol)
- 1995: Castles (Fernsehserie, 22 Folgen)
- 1996: Emma (Fernsehfilm)
- 1996: Der englische Patient (The English Patient)
- 2000: Eisenstein
- 2003–2010: Casualty (Fernsehserie, sieben Folgen)
- 2004: Agatha Christie – Mein Leben in Bildern (Agatha Christie: A Life in Pictures)
- 2004: Inspector Barnaby (Midsomer Murders, Fernsehserie, Folge The Maid in Splendour)
- 2005: Ein Trauzeuge zum Verlieben (The Best Man)
- 2006–2009: Hotel Babylon (Fernsehserie, 31 Folgen)
- 2007: Der Mord an Prinzessin Diana Anthony  (The Murder of Princess Diana)
- 2008: Love Soup (Fernsehserie, Folge Integrated Logistics)
- 2010: New Tricks – Die Krimispezialisten (New Tricks, Fernsehserie, Folge Coming Out Ball)
- 2014, 2015: Mr Selfridge (Fernsehserie, 5 Folgen)
- 2018: Doctors (Fernsehserie, 1 Folge)
- 2020: Gerichtsmediziner Dr. Leo Dalton (Silent Witness, Fernsehserie, 2 Folgen)
- 2022: Gentleman Jack (Fernsehserie, 1 Folge)